# Nécropole de San Cerbone
La Nécropole de San Cerbone est constituée majoritairement par des tombes remontant à différentes périodes de la civilisation étrusque et est située dans le golfe de Baratti, dans la commune de  Piombino (province de Livourne).

## Localisation
La nécropole est visitable à l'intérieur du Parc archéologique de Baratti et Populonia et remonte essentiellement  aux  périodes orientalisante (VIIe siècle av. J.-C.) et archaïque (VIe siècle av. J.-C.).

## Les fouilles
Jusqu'au début du XXe siècle, les tombes de la nécropole orientalisante et archaïque étaient enfouies sous plusieurs mètres de scories de fer, des détritus datant de l'époque étrusque et issus de l'activité  métallurgique  locale qui représentait une importante activité pour Populonia.
Mis à part quelques découvertes occasionnelles au cours du XIXe siècle, la première tombe a été mise au jour en 1897 par l'archéologue Isidoro Falchi.

## Types de tombes
Dans la  nécropole de San Cerbone-Casone (et dans celle contiguë de Poggio della Porcareccia), découvertes à partir de la fin du XIXe siècle on trouve trois types de tombes :
- Tombe a tumulus, remontant au VIIe siècle av. J.-C. Il s'agit de tombeaux familiaux ayant appartenu à des familles aristocratiques dominantes (« princes guerriers »).  Ce sont des tombes monumentales. Certaines (comme celle dei carri ou celle dei letti funebri) sont très grandes et font plus de 20 m de diamètre. À Populonia on trouve plusieurs variantes des tombes à tumulus mais les plus communes sont celles dotées d'une embase (crepidine (it)) à tambour cylindrique, habituellement en pierre locale pietra panchina (calcarénite), surmontée d'une grande gouttière (grundarium) en pierre alberese, un type de calcaire, toujours d'origine locale. À l'intérieur des tombes à tumulus de Populonia, dans la chambre funéraire centrale on trouve des plafonds à « fausse coupole » (tholos) comme dans de nombreuses tombes étrusques du même genre.
- Tombe a edicola, remontant essentiellement au VIe siècle av. J.-C. Ces tombes ont été utilisées pendant une grande période. Elles ont la forme d'un petit temple et possédaient diverses statues décoratives. Ce type de tombes devait être utilisé par les membres d'une même famille liées à l'aristocratie. La mieux conservée est la tomba del bronzetto di offerente qui se trouve dans la nécropole del Casone, à quelques pas de la plage actuelle.
- Tombe a cassone (caisson) ou a sarcofago (sarcophage)[1]. Ce sont des tombes individuelles dont l'utilisation a débuté à la fin du VIe siècle av. J.-C. Elles ressemblent à des sarcophages sans les habituelles décorations sophistiquées des étrusques. Ces sarcophages étaient placés à l'intérieur d'autres structures. Chaque sarcophage représentait une tombe.

La plus grande partie de ceux-ci sont à base de pietra panchina, tandis qu'un, en nenfro, serait d'importation.
Les tombes portent également des désignations relatives à des détails précis de leur première découverte :
- La Tomba dei letti funebri  (« des lits funèbres », aux colonnettes annelés de pieds de lit)[2].
- La Tomba dell'aryballos piriforme  (en forme d'aryballe)[3].
- La Tomba dei colatoi (« du couloir »)[4].
- La Tomba delle Pissidi cilindriche (« des boîtes cylndriques » en céramique de Corinthe utilisées comme portes)[5].
- La Tomba dei carri (« des chars » à cause de roues de bronze d'un char de parade trouvés sur place)[6].
- La Tomba dei tazze antiche (« des (4) tasses » à figures rouges sur fond noir trouvées sur place)[3].
- La Tomba del balsamario a testa di guerriero (« du balsamaire à tête de guerrier »  trouvé sur place)[3].
- La Tomba del bronzetto offerente (pour une confusion avec une base de candélabre représentant un discobole)[7].

## Galerie

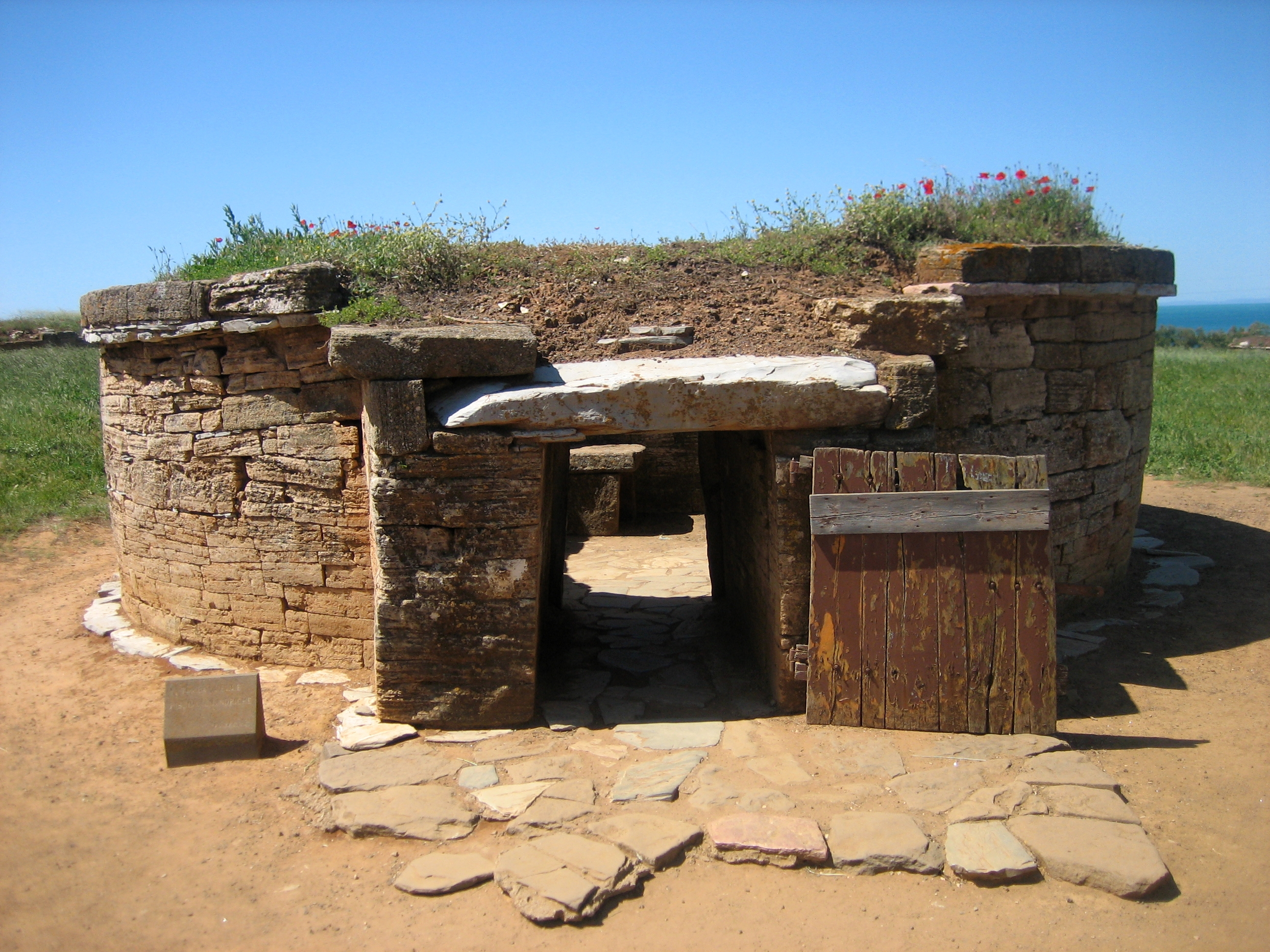
Tombe à tumulus
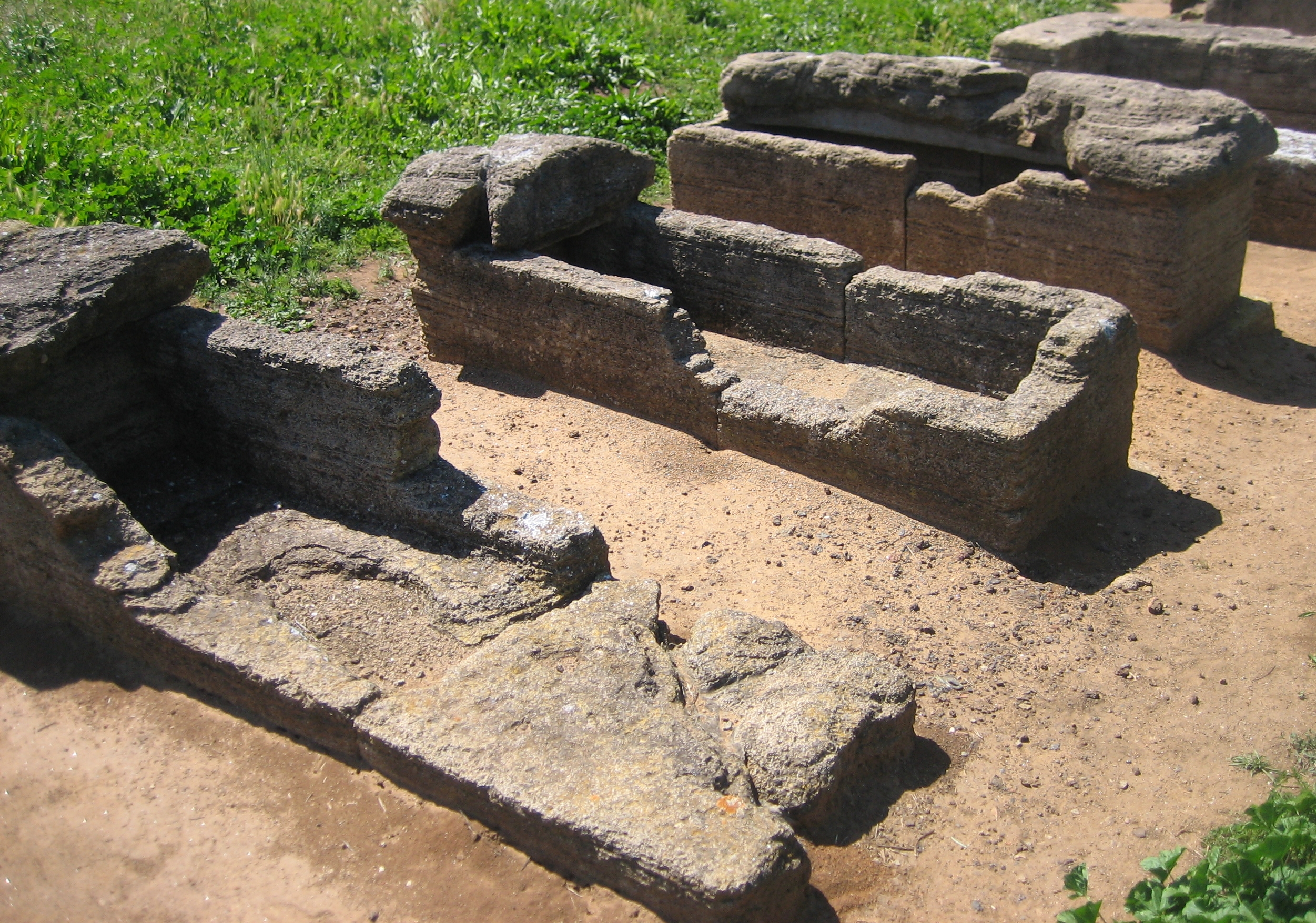
Tombes à sarcophage